# 東京メトロ13000系電車
東京メトロ13000系電車（とうきょうめとろ13000けいでんしゃ）は、2017年（平成29年）3月25日より営業運転を開始した、東京地下鉄（東京メトロ）日比谷線用の通勤形電車。

## 概要
日比谷線の全車3ドア車編成と一部5ドア車編成の混在への対処および03系の置き換えとして導入された。本形式の導入に伴い、2020年度から2022年度にかけて日比谷線各駅にホームドアを設置した上で、ATO（自動列車運転装置）による自動運転を開始する予定としている。
13000系の導入に合わせて、東武鉄道でも2017年7月7日より日比谷線乗り入れ用新造車である70000系（20 m級7両編成）が導入されており、設計段階から70000系との仕様共通化が行われている。なお、製造は13000系・70000系ともに近畿車輛が一括受注している。近畿車輛が東京メトロ（および東武鉄道）の車両製造を受注するのは本系列が初めてで、営団地下鉄時代を含めると2000年に製造された05系9次車以来16年ぶりとなる。

### 導入の経緯
元々日比谷線には半径200 mを切る急カーブが多数存在し、乗り入れ先の東武伊勢崎線（東武スカイツリーライン）の車両が日比谷線乗り入れ用を除きすべて20 m級車両となった1990年代まで、日比谷線乗り入れ用に限って18 m級の車両が新製投入され続けてきた。
しかし測定機器を用いて日比谷線の再計測を行った結果、一部標識等を移設すればトンネル躯体に大きな手を加えずとも20 m級車両の入線が可能であることが判明したことで、03系以前の18 m級8両編成に対して、本系列では20 m級7両編成とすることとなった。これを受けて、東武・東急・東京メトロとの3事業者で作成された「2号線車両規格」は大幅に改定された。

## 車体
アルミ合金の無塗装としたダブルスキン構造としている。側構体の接合にはレーザー・MIGハイブリッド溶接を採用しており、高精度の歪みの少ない構体としている。オフセット衝突対策として、車体端にある隅柱を三角形の厚みのある形状とし、下面の台枠から上面の屋根構体まで貫通させ側構体と接合しており、床上面の結合部を母材化している。また、踏切事故での車両との衝突や異物の侵入の対策として、前面構体の肉厚化・前面ガラス下部の室内側に構造部材の設置・前面ガラスの中間膜を増して耐貫通性を向上させるなどの強度向上が図られている。その他にも柱・梁・桁・外板などに使用されるアルミ合金の種類を極力統一して、将来の廃車時におけるリサイクルの向上を図っている。フリースペースがある部分の車体外板には、車椅子マークなどのピクトグラムを車体デザインと一体化としたデザインが施されている。
車両のデザインは、日比谷線の初代車両である3000系と2代目車両である03系の面影を残しつつも近未来的な形状アレンジを加えている。前照灯はL字形に配置したLEDとしており、尾灯は前照灯から繋げて全体的に｢コの字｣の形状に配置して従来の形状とは一新されている。車体の識別帯は日比谷線の路線カラーのシルバーの他に淡い青色と紺色をアクセントで加えており、中間車は車体の中央部と端部でデザインを変えている。またホームドア区間での視認性を向上するため、車体肩部にも識別帯を配置している。
屋根上には冷房能力58.0 kW (50,000 kcal/h) の冷房装置を搭載しており、制御方式は設定温度と車内温度・車外温度・湿度などの各種センサや空気ばねの内圧による乗車率などの情報を基に冷房装置の4台のコンプレッサを各車個別のマイクロコンピュータで制御して、台数制御と容量制御を行うオン・オフ制御としており、冷媒にはオゾン層への影響が少ないR407Cを使用している。また、冷房装置内に小型・精密なCT（計器用変流器）装置と冷媒用の圧力センサーを装備しており、コンプレッサ・室内用送風機・室外用送風機の電流値や冷凍サイクル内の冷媒圧力値の微小の変化を捉えることにより、故障の未然防止や劣化診断に活用することが可能である。

## 車内
内装についても、基本的な部分に関しては東武70000系との仕様の共通化が図られている。
車内の照明には、天井の室内灯にLEDを使用した反射式の間接照明を採用し、まぶしさを軽減させることで適切な照度を確保している。車内の配色は、白色の内板パネルを基調とし、車端の妻面と座席の脇仕切り板は淡い木目調、床面を紺色として、落ち着いたシックな雰囲気としているほか、座席の表地のデザインは「夜空に浮かび上がるビル群」をイメージしたものとしており、都会的な印象を与えるようになっている。座席表地は龍村美術織物製のものが使用されている。
車内を開放的な空間とするため、座席横の仕切りの一部や荷棚には透明な強化ガラス、連結面の貫通扉には透明な大型強化ガラスを採用しており、荷棚の強化ガラスには江戸切子をイメージした模様が描かれている。なお、荷棚の内部にLED照明が仕込まれており、荷棚そのものを淡く発光させることで棚下部の暗がりを低減させている。連結面の貫通扉の取っ手部分は、少ない力で開く事が出来るアシストレバーが採用されている。
座席は片持ち式のロングシートで、1人あたりの座席幅を460 mmに広げるとともにS字ばねを使用してクッション性を改良しており、表生地にアラミド繊維を織り込むことで耐燃焼性の向上を図っている。7人掛けのロングシートには2･3･2席区分でスタンションポールを設置して定員着席を促すとともに、つり手につかまりにくい人に考慮している。また。混雑時において立客の手荷物などが着座している人に接触しないように、座席横の仕切りが大型化されたものを採用している。このほか、つり手と荷棚の床面高さを車両の車端部と中央部で変えており、優先席は1,580mm 一般座席は1,660mm 通路、ドア付近は1,810mmと、さまざまな身長の乗客にも配慮して設計されている。
客室扉の上部には、情報表示装置として17インチワイド液晶画面が3つ並びで設置され、停車駅名や路線図・所要時間・乗換え案内といった旅客情報のほか、動画と静止画を織り交ぜた広告・ニュース・天気予報といった多岐にわたるコンテンツを放映する。また、車端部にはフリースペースが設置されており、立席客向けの腰当てバーが取り付けられている。従来はA線方向（南北線はB線方向）車端部のみ［A線（南北線はB線）側先頭車を除く］に設置されていた優先席も、13000系は両車端部（中間車の場合）に設置されている。（東武70000系も同様）
車内のスピーカーに高音質ステレオ放送システムを搭載しており、クリアな音質で聴くことが出来る。さらに、車両基地での検査やイベントの際に使用することを想定し、車内でクラシック音楽やヒーリング・ミュージックを流せる機能を初めて搭載している。2017年7月に営業列車で誤って音楽を流したまま走ったところ、逆に一部の旅客から好評だったことから、2018年1月29日から試行的に日中の営業列車内でクラシック音楽やヒーリング・ミュージックをBGMとして流しながらの運行を開始している。搭載している音楽の例はクロード・ドビュッシー作曲「月の光」、フレデリック・ショパン作曲「ノクターン」、フェリックス・メンデルスゾーン作曲「春の歌」、Mitsuhiro（永野光浩）作曲「朝空を開いて」「そよぐ緑」「陽を浴びて」である。
戸閉装置（ドアエンジン）は、従来から東京メトロの車両で使われている空気式が採用されている（東武70000系は電気式）。

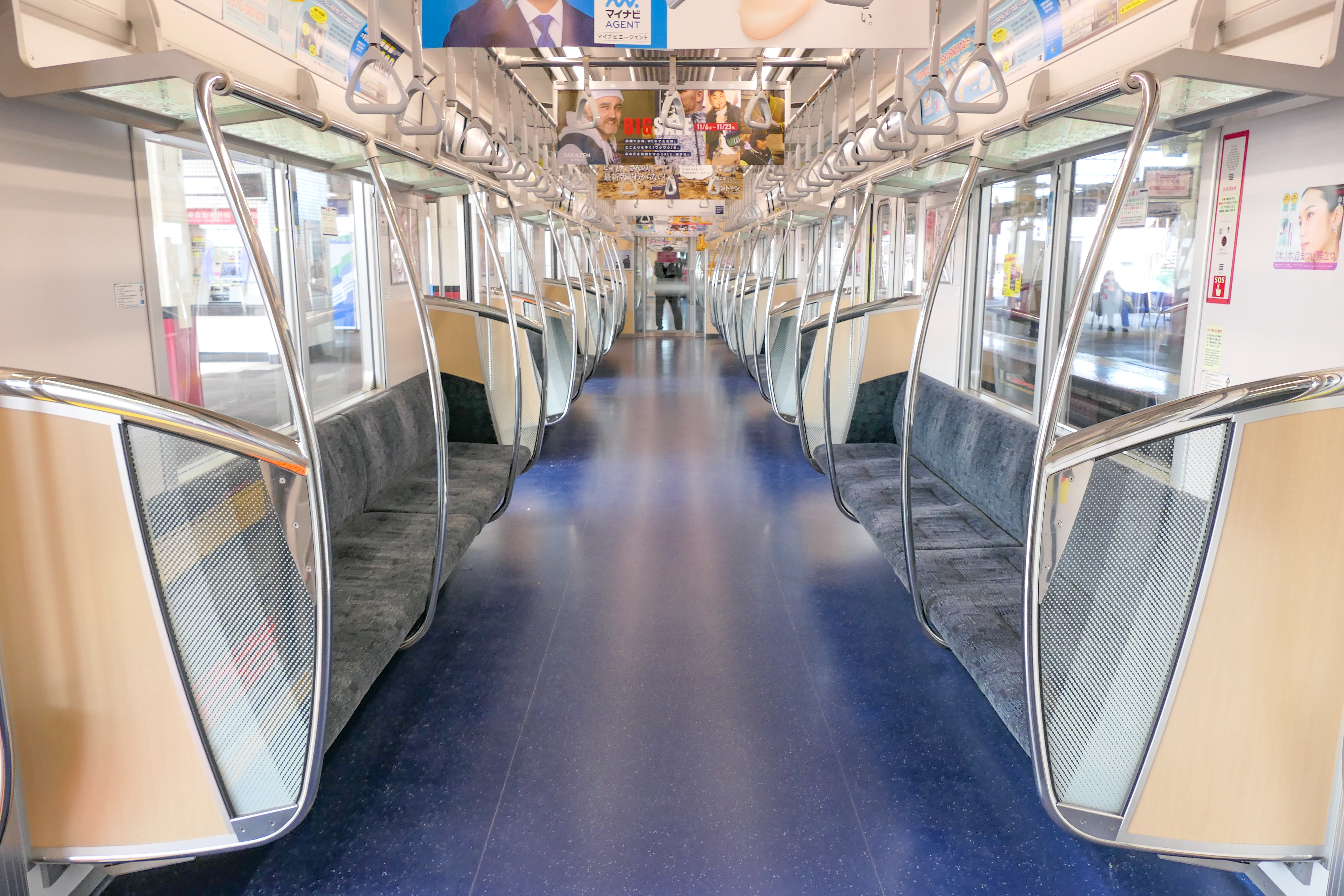
車内全景
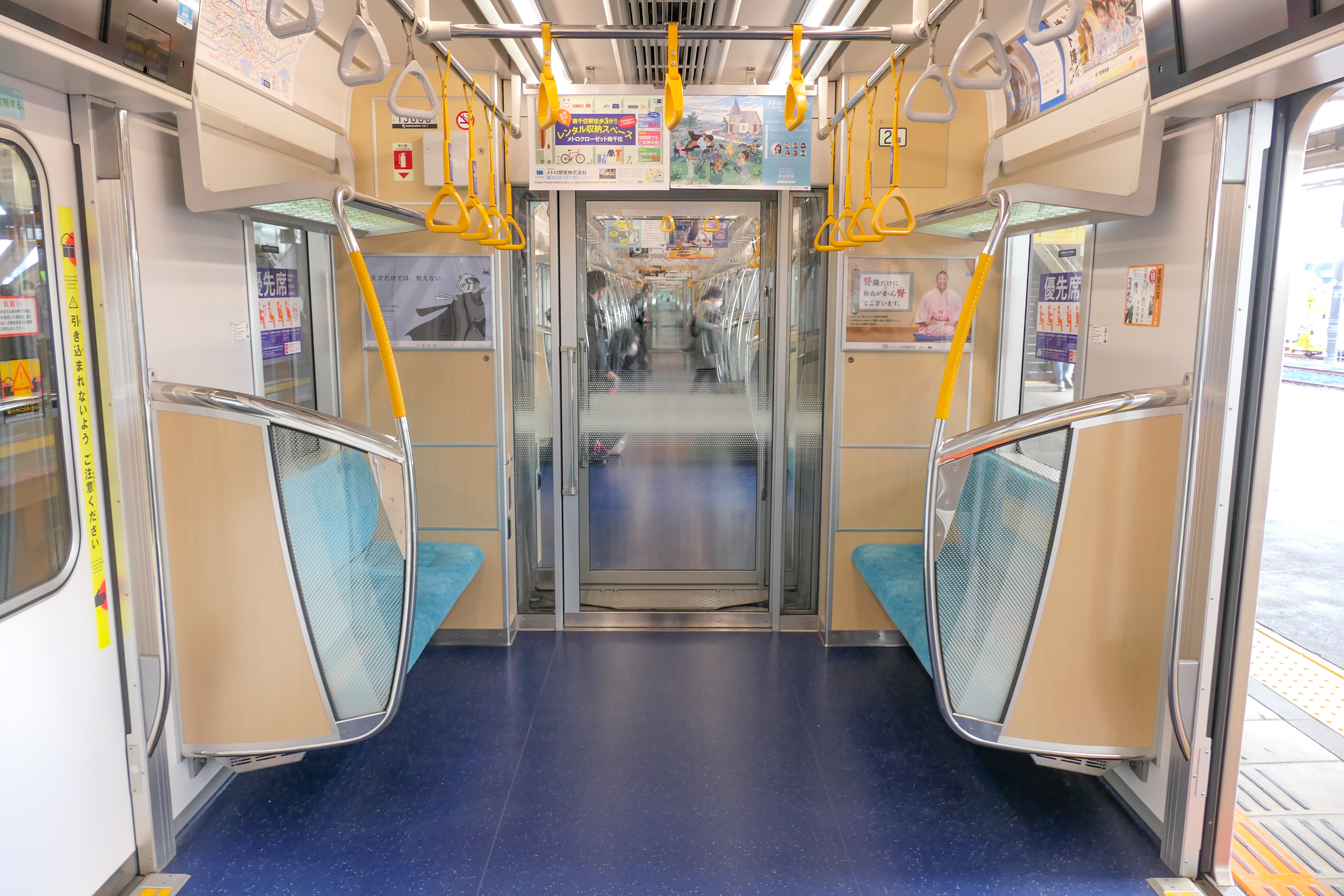
優先席
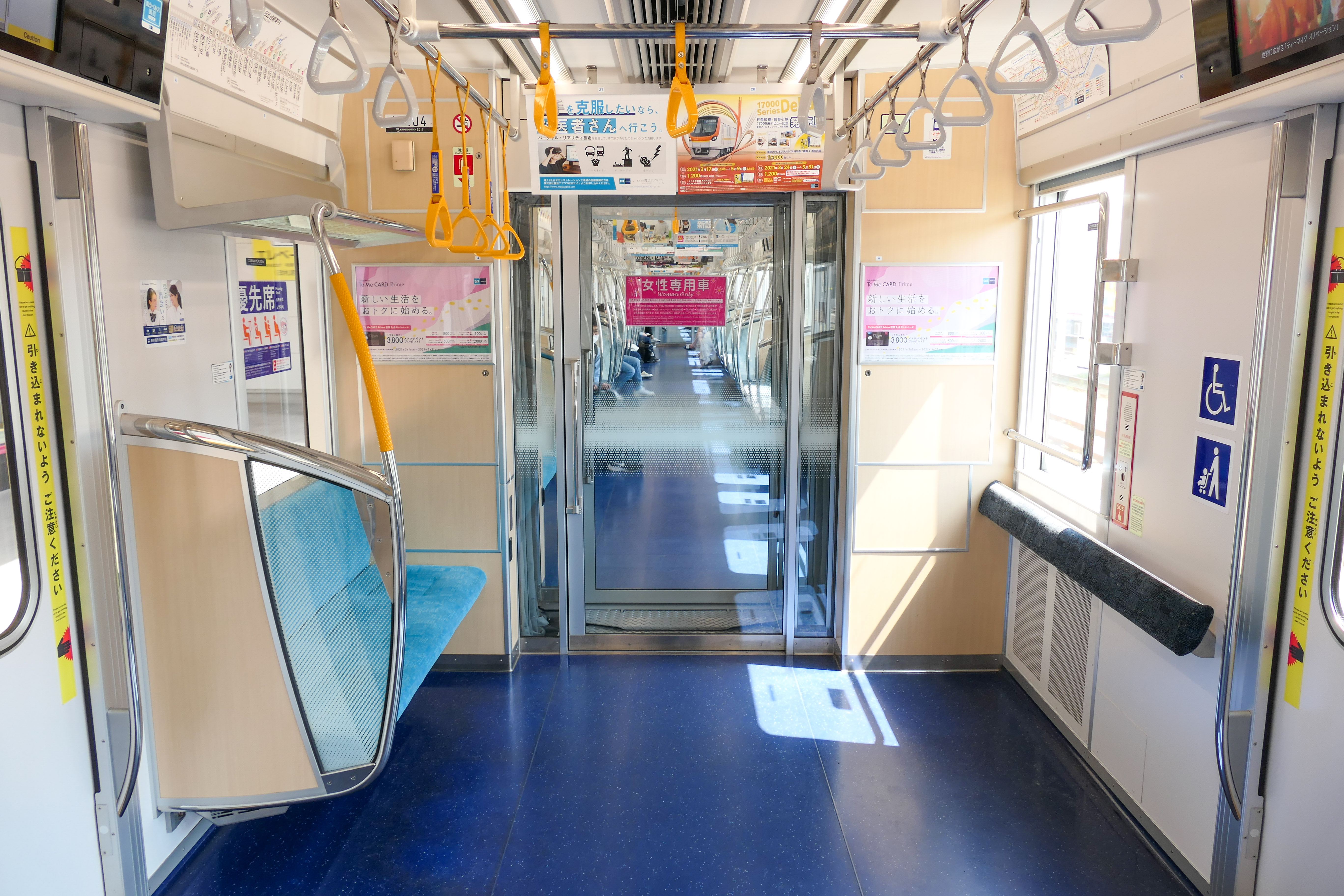
車端部のフリースペース
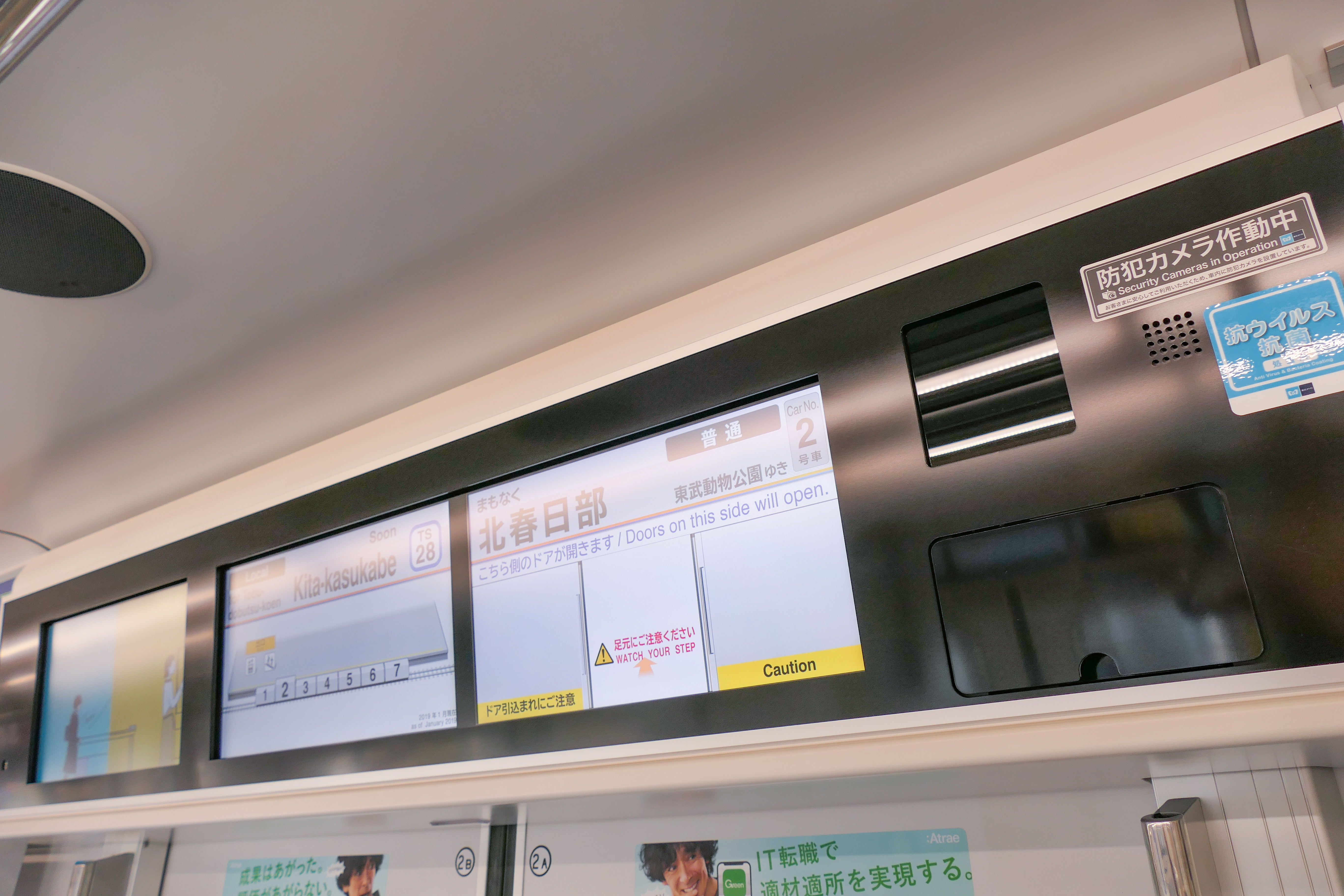
車内案内表示器と防犯カメラ

## 機器類
主電動機は1時間定格205 kWの永久磁石同期電動機 (PMSM) の採用により、従来のかご形三相誘導電動機と比べて25 %の消費電力が削減される。
制御方式はSi-IGBT(13101F-13121F)、またはSiC-MOSFET(13122F-13144F)を使用したレゾルバレス・2レベル・ベクトル制御のVVVFインバータ装置を搭載しており、永久磁石同期電動機の採用により、モーターの回転子の回転に同期した制御が必要となるため、インバータ1基で1基の主電動機を制御する個別制御の1C1M制御としており、それを1群とし、6号車の13200形 (M1)と2号車の13600形 (M1')は4群構成としたものを、4号車の13400形 (M3)は6群構成としたものをそれぞれ搭載している。
ブレーキシステムは03系と同じくATC連動電気指令式電空併用ブレーキとしているが、回生ブレーキ制御においては16000系で実績があるTIS（車両制御情報管理装置）による編成統括ブレンディング制御方式を採用している。これは、編成全体で回生ブレーキの合算と不足演算を行い、ブレーキ力が不足する場合においては、すべての付随軸の空気ブレーキを作動させる遅れ込め制御が可能であり、これにより、一部での電動軸の滑走によるVVVFインバータでの回生ブレーキの絞り込みが発生しても編成全体に付随軸の空気ブレーキによる不足分が分散して作用するため、滑走が発生した電動軸の空気ブレーキを作動させずに再粘着させることで回生ブレーキを有効活用するとともに省エネルギー化を図っている。
TIS（車両制御情報管理装置）はマスコンからの運転制御指令を制御装置とブレーキ装置に伝達する制御系の指令伝送のほかに、各機器の動作状況を確認できるモニタリング機能を有しており、中央装置と端末装置の間にある基幹の伝送路を1系と2系による2重化にラダー（はしご）式の並列接続とすることで一部の中央装置と端末装置が故障しても経路をバイパスさせて各機器間の伝送が途切れない構成としている。また従来のTISと同様に、故障が発生した場合での情報とその処置ガイダンスを表示するとともに行先案内や空調などの各サービス機器への指令や設定を操作することができるTISモニタ画面を運転台に3つ組込んでおり、運転状況記録機能やTIS車上検査機能などの車両のメンテナンス機能のほかに、車両の定期検査などでの省力化や簡略化を図るための車両状態の各種データの自動収集や集計を行う機能にも対応が可能としている。
補助電源装置は容量185 kVAの静止形インバータ (SIV) を編成内に2台搭載しており、出力電圧は交流440 V・周波数は60 Hzである。16000系5次車と同じく、2台の交流電圧と周波数を同期させることで編成の負荷に2台を並列に接続しており、通常時には2台を並列運転させるが、使用電力が少ない時には2台中の1台を休止させる並列同期・休止運転方式を採用している。
電動空気圧縮機 (CP) は1つの筐体にスクロール式コンプレッサ4台・アフタークーラー・除湿装置・制御装置・接触器類をまとめて一体形して1ユニットとして構成したオイルフリースクロール方式のものを編成内に2ユニット搭載している。そのほかにも、トンネル内の長時間停電において蓄電池残存容量が低下した場合に備えて、地上設備からの交流200 Vの電源を直流100 Vに変換して、集電装置の上昇や静止形インバータの起動が可能な非常用電源装置が7号車の13100形 (CM1)に搭載されている。
なお、日比谷線にATOが整備された時に備え、第02編成まではATOの機器スペースの確保や艤装線等の準備工事が行われており、第03編成以降からはATOが新製時から搭載されている。
台車は、車両の車端側を電動機を搭載した電動軸、車両の中央側を付随軸とし、付随軸は、曲線走行時においてレールと車輪から発せられる騒音を低減するため、曲線通過時に車体と台車で発生する向きの変化量に応じて、リンク機構を介して、輪軸を外軌側（曲線の外側のレール）に移動させるとともに輪軸の向きを自動的に変えられる自己操舵軸とした、ボルスタ（枕梁）付きのダイレクトマウント式のSC103形片軸操舵台車が採用されており、軸箱支持装置はモノリンク式を採用している。これには、走行安全性向上策として、軌道に対して追従性を向上させる非線形軸ばね、微小流量域を持つ空気ばねの自動高さ調整弁（レベリングバルブ）、左右の空気ばねの圧力差を調整する差圧弁に応荷重機能を付けた応荷重差圧弁、空気ばねがパンク時に対応するパンクストッパが装備されており、ブレーキ装置は電動軸が踏面式のユニットブレーキとし、付随軸がディスクブレーキとなっている。そのため、編成内すべての車両は電動車の7Mとしているが、車両が0.5M車を構成しているため、実際には3.5M+3.5Tの構成となっている。また、台車内に2つの別のブレーキ装置を搭載しているため、回生ブレーキでの遅れ込め制御時において、電動軸と付随軸を個別に制御する必要があり、電動軸と付随軸を同時に制御できる電空変換中継弁 (WEPR) ・受信装置・保安ブレーキを1つの機器箱の収納した一体形作用装置を搭載している。
13144Fのうち中目黒方の2両（13144号車+13244号車）には、三菱電機製の「同期リラクタンスモーター:SynRM」と「同期リラクタンスモーターシステム:SynTRACS」が搭載され、2021年3月24日から同年4月14日まで12回にわたる夜間走行試験が行われた。同期リラクタンスモーターを搭載した鉄道車両が営業走行するのはこれが世界初となった。同年12月27日から翌年（2022年）2月12日までは営業運用にも就き、誘導モーターと比較して約18%の省エネ化が実現可能できることが確認された。

## 編成
すべての車両に車椅子スペース・ベビーカースペースが設けられている。03系と異なり、簡易運転台付き車両 (略号Mc/Tc系)は連結されていない。
|              | ← 中目黒北千住・南栗橋 → |               |               |               |                |                |                |
| 号車         | 7                        | 6             | 5             | 4             | 3              | 2              | 1              |
| パンタ       |                          | ＜            |               | ＜＞          |                | ＜             |                |
| 形式         | 13100 形 (CM1)           | 13200 形 (M1) | 13300 形 (M2) | 13400 形 (M3) | 13500 形 (M2') | 13600 形 (M1') | 13000 形 (CM2) |
| 機器配置     | CP                       | VVVF          | SIV           | VVVF          | SIV            | VVVF           | CP             |
| 動輪軸       | ●○ ○●                    | ●○ ○●         | ●○ ○●         | ●○ ○●         | ●○ ○●          | ●○ ○●          | ●○ ○●          |
| 車両番号     | 13101 : 13144            | 13201 : 13244 | 13301 : 13344 | 13401 : 13444 | 13501 : 13544  | 13601 : 13644  | 13001 : 13044  |
| 車両重量 (t) | 35.0                     | 33.4          | 33.6          | 35.4          | 33.3           | 33.5           | 34.9           |

| 凡例 \| - CM - 電動制御車 - M - 中間電動車 \| - VVVF - 主制御装置 - SIV - 静止形インバータ - CP - 空気圧縮機 \| - ＜ ＞ - パンタグラフ \| |                                                                |                        |
| - CM - 電動制御車 - M - 中間電動車 | - VVVF - 主制御装置 - SIV - 静止形インバータ - CP - 空気圧縮機 | - ＜ ＞ - パンタグラフ |

## 運用
2017年3月25日より日比谷線および乗り入れ先の東武伊勢崎線・日光線で運行を開始した。
なお、2017年の運行開始に先行して、2016年12月23日から25日までの間、「東京メトロからのクリスマスプレゼント」と題して、特別営業運転を霞ケ関駅 - 南千住駅間で実施した。この特別運行においては、13000系の車内LCD画面を用いて本形式の解説が行われたほか、車内の広告枠も本形式の登場を告知するものに統一された。
導入予定数は当初、現行の03系と同数の42本としていたが、虎ノ門ヒルズ駅の開業を見込んだことなどから03系よりも2編成多い7両編成44本（308両）に計画変更され、2014年から2015年にかけての発表より多少延期となり、2020年度中までの間に全44編成を順次導入し、03系8両編成42本（336両）全車を置き換えるとされた。2020年5月13日付で入籍した第44編成（13144F）を最後に本系列の投入が完了した。
なお、13000系は日比谷線と東急東横線との直通運転が終了してから投入された車両であるが、03系と同様に定期検査を鷺沼工場で施工されており、東急線で導入されているATC-Pを搭載しているなど、東急線内を走行することが可能な仕様となっている。ただし、2016年の車両公開時の取材に対して、東京メトロの関係者は「特に（直通運転の）予定があるわけではない」と述べている。2018年12月3日、13107Fが南千住駅から鷺沼駅まで自力回送し、鷺沼工場に入場した。